# Tscho Theissing

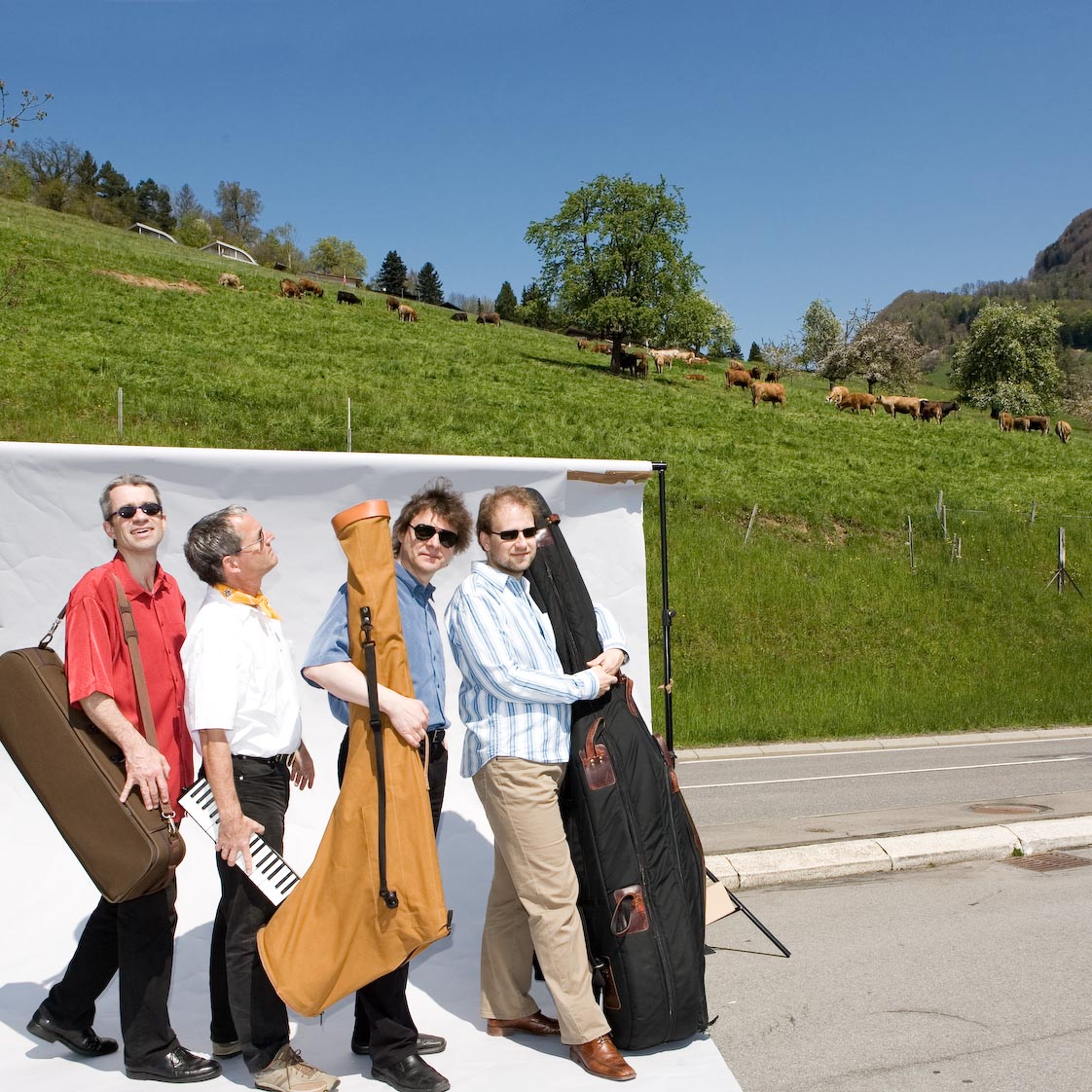
Tscho Theissing (links) mit Pago Libre (2008)

Johannes „Tscho“ Theissing (* 24. Dezember 1959 in Salzburg) ist ein österreichischer Violinist und Komponist, dessen Schaffen sich zwischen Klassik und Modern Jazz bewegt.

## Leben und Wirken
Theissing erhielt seine musikalische Ausbildung in seiner Heimatstadt am Mozarteum sowie an der Musikhochschule Graz, wo er 1987 mit dem Konzertdiplom abschloss, daneben studierte er Musikwissenschaften an der Universität Graz. Bereits 1985 gründete er mit Heinrich von Kalnein und Christian Muthspiel das Orchesterforum Graz, das im Crossover-Bereich hervortrat und das Album „Aus dem Tagebuch der Grenzgänger“ einspielte. Daneben spielte er mit Muthspiel, Alex Deutsch und Ewald Oberleitner in der Gruppe Fidelio & Blasius Freebop und war während des Steirischen Herbstes 1985 an der Aufführung der Jazzoper „The Holy Grail of Jazz“ von George Gruntz beteiligt. Anschließend gründete er in Wien die Gruppe Die Vögel Europas, die 1989 das gleichnamige Album veröffentlichten. Seit 1990 ist er im Orchester der Wiener Volksoper als Geiger (Vorgeiger 2. Geige) tätig. Daneben gründete er das im Jazz verhaftete Streichquartett „Motus Quartett“. Mit John Wolf Brennan, Arkady Shilkloper und Georg Breinschmid (seit 2014 Tom Götze) bildete er das Ensemble Pago Libre, mit dem er diverse Alben vorlegte. Im Projekt Mussorgsky Dis-Covered verarbeitete er mit der Mezzosopranistin Elisabeth Kulman die Musik von Mussorgsky auf unorthodoxe Weise.
Theissing war weiterhin an Projekten von Bobby McFerrin, Sheila Jordan, James Newton, Heiner Goebbels, Werner Pirchner, Alex Cline, Wolfgang Mitterer, Tom Cora, der Extremschrammeln und Vinko Globokar beteiligt und führte mit den Ensembles die reihe und Klangforum Wien Neue Musik auf. Oft begleitet er mit seinem Ensemble die Auftritte von Michael Heltau und arbeitet mit Karl Hodina zusammen.
Zum Beethovenjahr 2020 schrieb Tscho Theissing für das Theater an der Wien die Kammeroper Genia oder das Lächeln der Maschine nach einem Text von Kristine Tornquist.

## Auszeichnungen
- 1987: Würdigungspreis des Bundesministeriums für Unterricht und Kunst

## Diskographische Hinweise
- Motus Quartett: Crimson Flames (1992)
- Pago Libre (1996)
- Pago Libre platzDADA! (2008, mit Agnes Heginger, Brennan, Shilkloper, Georg Breinschmid, Patrice Héral)

## Lexigraphische Einträge
- Martin Kunzler: Jazz-Lexikon. Band 2: M–Z (= rororo-Sachbuch. Bd. 16513). 2. Auflage. Rowohlt, Reinbek bei Hamburg 2004, ISBN 3-499-16513-9.
- Christian Fastl: Theissing, Tscho. In: Oesterreichisches Musiklexikon. Online-Ausgabe, Wien 2002 ff., ISBN 3-7001-3077-5; Druckausgabe: Band 5, Verlag der Österreichischen Akademie der Wissenschaften, Wien 2006, ISBN 3-7001-3067-8., S. 2400.